# 비유 (문학)
비유(比喩, trope)는 수사학의 수사법의 일종으로, 예를 들면, 말을 문자 그대로의 사용법 혹은 표준적인 사용법과는 다른 방법으로 이용하는 것을 가리키는 학술적인 용어이다. 비유법(比喩法), 전의(轉義), 전의법(轉義法)이라고도 한다.

## 어원
trope는 회전, 방향, 방식을 뜻하는 그리스어 τρόπος(tropos)에서 유래하였다. 이 단어는 τρέπειν(trepein)의 명사형이다. 고전 수사학에서 trope는, 문중의 말의 배열 (패턴)의 변경을 수반하는 수사법을 가리키는 'scheme'과 함께, 수사법을 크게 양분하는 중요한 것이었다.

## 종류
- 과장(誇張, hyperbole): 어떤 대상을 실제보다 크게 또는 작게 표현하는 비유이다.
- 모순어법
- 반어(反語, irony): 일반적인 의미와는 반대되는 의미를 함축함으로써 드러나는 비유이다. 예를 들어 나쁜 상황을 만든 사람에게 “잘했다.”라고 말하는 경우이다.
- 알레고리(allegory): 한 문장이나 담화 전체에서 지속되는 은유이다. '우유'(愚喩), '우의'(寓意), '풍유'(諷諭)라고도 한다.
- 은유(隱喩, metaphor): 상이한 대상들이나 개념들이 지닌 유사성을 병치시킴으로써 드러나는 비유이다. 예를 들어 ‘연애는 운전이다.’는 ‘운전’이라는 익숙한 개념을 빌려 ‘연애’라는 익숙하지 않은 개념을 이해하려는 은유로서, 그 문장의 화자에게 두 개념은 유사성과 이질성을 모두 지니고 있다고 보인다.[1]
- 제유(提喩, synecdoche): 환유 및 은유와 관련한 것으로, 어떤 대상 전체를 그 일부분으로 지칭하는 비유이다. 예를 들어 부분에서 전체를 나타내는 예는 고용 노동자 → hired hands (빌린 손), 전체로 전체를 나타내는 예는 경관 → 법. 특수한 것으로 일반적인 것을 나타내는 예는 음식 → 밥. 일반적인 것으로 특수한 것을 나타내는 것은 사자 → 고양이. 그것을 구성하는 것으로 나타내는 것은 빌딩 → 벽돌과 모르타르.
- 환유(換喩, metonymy): 어떤 대상을 인접한 대상으로 지칭하여 표현하는 비유이다. 예를 들어 미국의 대통령의 행동을 ‘백악관의 행동’이라고 하는 경우이다.
- 환의(換義, antanaclasis): 다의어나 동음이의어를 한 문장이나 담화 안에서 여러 차례, 각기 다른 의미로 사용하는 비유이다. 말장난이나 표어에 자주 사용된다.

## 같이 보기
- Scheme
- Tropological reading
- 유추
- 격언
- 우화

## 참고 문헌
- George Lakoff & Mark Johnson 저, 와타나베 쇼우이치・쿠스세 쥰조우・시타야 카즈유키(역)(1986) 《수사학과 인생》 다이슈칸 서점.
- Janet Martin Soskice 저, 코마츠 카요코(역)(1992) 《은유와 종교 언어》 타마가와 대학 출판부.
- Wolfgang Harnisch 저, 히로이시 노조무(역)(1993) 《예수의 비유 이야기 - 은유적 비유 해석의 시도》 일본 기독교단 출판국. ISBN 4818401293.
- Northrop Frye 저, 야마가타 카즈미(역)(2001) 《힘이 넘치는 말 - 은유로서의 문학과 성서》 (총서・유니베시타스), 호세 대학 출판국. ISBN 4588007262.
- Raymond W. Gibbs Jr. 저, 이노우에 이페이・츠지 유키오(감수), 오노 시게루・데하라 켄이치・야기 켄타로(역) 《비유와 인지: 마음과 말의 인지 과학》 연구사. ISBN 4327378135
- 강범모 (2018). 《의미론: 국어, 세계, 마음》. 서울: 한국문화사. ISBN 9788968176012.
- Barbara Dancygier; Eve Sweetser (2014). 《비유 언어: 인지언어학적 탐색》. 번역 임지룡. 서울: 한국문화사 (2015에 출판됨). ISBN 9788968172946.